# Caladenia denticulata
Caladenia denticulata é uma espécie de orquídea, família Orchidaceae, endêmica do sudoeste da Austrália, onde cresce isolada em grupos pequenos, ou grandes colônias, em bosques, áreas reflorestadas, ou de vegetação arbustiva e afloramentos de granito, em áreas de solo bem drenado mas ocasionalmente nas areias ao redor de lagos salgados e planícies sazonalmente alagadiças, com flores de sépalas e pétalas externamente pubescentes, muito estreitas, caudadas, longas e filamentosas, bem esparramadas, que vagamente lembram uma teia de aranha. No labelo têm calos prostrados em forma de bigorna. São plantas com uma única folha basal pubescente e uma inflorescência rija, fina e pubescente, com uma ou poucas flores, mas que em conjunto formam grupo vistoso e florífero.

## Publicação e sinônimos
- Caladenia denticulata Lindl., Sketch Veg. Swan R.: 52 (1839).

Sinônimos homotípicos:
- Caladenia filamentosa var. denticulata (Lindl.) Rchb.f., Beitr. Syst. Pflanzenk.: 66 (1871).
- Calonema denticulatum (Lindl.) Szlach., Polish Bot. J. 46: 17 (2001).
- Calonemorchis denticulata (Lindl.) Szlach., Polish Bot. J. 46: 139 (2001).
- Jonesiopsis denticulata (Lindl.) D.L.Jones & M.A.Clem., Orchadian 14: 181 (2003).

Sinônimos heterotípicos:
- Caladenia filamentosa var. pallens Benth. in C.F.P.von Martius & auct. suc. (eds.), Fl. Bras. 6: 381 (1873).